# Deeping St James
Deeping St James è un villaggio e parrocchia civile dell'Inghilterra, appartenente alla contea del Lincolnshire.